# Fabiola Conti
Fabiola Conti (Rho, 25 marzo 1995) è una mezzofondista e fondista di corsa in montagna italiana.

## Biografia
Fabiola ha esordito nell'atletica leggera e si è distinta nelle gare di corsa campestre e su strada. L'8 marzo 2014 ha partecipato alla prima edizione dei Campionati Italiani a staffetta di corsa campestre a Nove. In quell'occasione ha vinto con i suoi compagni di squadra del CUS Pro Patria Milano il suo primo titolo nazionale. È arrivata, inoltre, quinta alla mezza maratona di Torino 2017 e terza alla mezza maratona di Aosta 2018.
Durante la sua formazione presso la Scuola di Applicazione dell’Esercito a Torino, nel 2018, si è cimentata nello Skyrunning partecipando all’Alagna-Indren Skyrace
concludendo in terza posizione.
Appassionata di montagna, è Ufficiale dell’Esercito Italiano e presta servizio nel corpo degli Alpini. Dal 2021 si dedica esclusivamente allo Skyrunning ottenendo in breve tempo buoni risultati. Il 5 settembre ha preso parte alla Rosetta SkyRace, competizione che assegnava i titoli italiani di specialità. Ha disputato una buona gara dietro alla favorita Elisa Desco assicurandosi il secondo gradino del podio e il titolo di Vicecampionessa Italiana di specialità. Meno di una settimana dopo, conquista la sua prima vittoria al Vertical Terme di Bognanco, prova del VK Open Championship, battendo la giapponese Yuri Yoshizumi. Il 19 settembre ha preso parte alla sua prima prova della Skyrunner World Series nella Grigne SkyMarathon. Ha disputato una buona gara, sul percorso abbreviato, e si è posizionata sul terzo gradino del podio. Una settimana dopo, ha preso il via della This Is Vertical Race valevole come prova che assegnava i titoli italiani nella disciplina Vertical Sprint. Ha disputato un'ottima gara concludendo con il tempo di 43 minuti e 58 secondi, tredici secondi meno della seconda classificata; vincendo il suo primo titolo nazionale nello Skyrunning. È di nuovo sul podio nella Skyrunner World Series, arrivando terza sia alla SkyRace des Matheysins e poi nella finale alla Limone
Extreme. Il 20 novembre ha partecipato alla SkyRace dei campionati europei di Skyrunning a Pisão in Portogallo. All'inizio guida la gara ma poi vede la spagnola Patricia Pineda prendere il comando. Fabiola si assicura la medaglia d'argento difendendo il titolo di Vicecampionessa Europea da un'altra spagnola, Mireia Pons Torres.
Dopo aver disputato molte gare all'inizio della stagione 2022, tra cui spiccano il 5º posto a Zegama e il 7º posto alla Marathon du Mont Blanc (gare inserite nella Golden Trail World Series 2022), parte da favorita alla SkyMarathon Sentiero 4 Luglio. Cancella i dubbi sulla sua forma fisica dominando l'evento. Ha vinto in 5 h 31 min 30 s, finendo con più di venti minuti di vantaggio sul suo inseguitore più vicino. Gara che le è valsa il titolo italiano nella disciplina Skymarathon dello skyrunning.

## Palmarès

### Strada
| Anno | Competizione             | Luogo  | Posizione | Tipo           | Tempo      |
| ---- | ------------------------ | ------ | --------- | -------------- | ---------- |
| 2017 | Mezza maratona di Torino | Torino | 5ª        | Mezza maratona | 1h 20' 15" |

### Skyrunning
| Medaglia | Nome gara                        | Distanza | Data              | Tempi      |
| -------- | -------------------------------- | -------- | ----------------- | ---------- |
| Bronzo   | Alagna-Indren SkyRace            | 22 km    | 23 giugno 2018    | 3h 31’ 05” |
| Argento  | Aosta - Becca di Nona            | 13 km    | 18 luglio 2021    | 2h 31’ 07” |
| Argento  | Rosetta SkyRace                  | 22 km    | 5 settembre 2021  | 2h 44’ 37” |
| Oro      | Vertical Terme di Bognanco       | 3.4 km   | 10 settembre 2021 | 0h 51’ 06” |
| Bronzo   | Grigne Sky Marathon              | 23 km    | 19 settembre 2021 | 2h 31’ 10” |
| Oro      | This is vertical race            | 1.8 km   | 26 settembre 2021 | 0h 43’ 58” |
| Bronzo   | SkyRace des Matheysins           | 25.5 km  | 24 ottobre 2021   | 3h 0’ 35”  |
| Bronzo   | Limone Extreme                   | 22.2 km  | 30 ottobre 2021   | 3h 0’ 16”  |
| Argento  | Campionato europeo di Skyrunning | 35 km    | 20 novembre 2021  | 4h 56’ 55” |
| 5ª       | Zegama-Aizkorri                  | 42.2 km  | 29 maggio 2021    | 4h 36’ 43” |
| Oro      | Livigno SkyMarathon              | 34 km    | 18 giugno 2021    | 4h 27’ 09” |
| Oro      | SkyMarathon Sentiero 4 Luglio    | 42 km    | 4 luglio 2021     | 5h 31’ 30” |

## Records
| Tipo           | Tempo      | Data             | Luogo         |
| -------------- | ---------- | ---------------- | ------------- |
| 5000 metri     | 0h 18' 17" | 6 maggio 2018    | Torino        |
| 10 chilometri  | 0h 36' 59" | 14 novembre 2021 | Crema         |
| Mezza maratona | 1h 16' 16" | 4 dicembre 2016  | Torino        |
| Maratona       | 2h 57' 50" | 9 dicembre 2018  | Reggio Emilia |